# 濱根隆
濱根隆（はまね たかし、1959年〈昭和34年〉8月23日 - ）は、日本のお笑いタレント。島根県出身。吉本興業所属。吉本総合芸能学院(NSC)1期生。大阪産業大学工学部卒業。

## 経歴
1982年4月、吉本興業が設立した新人タレント養成所「吉本総合芸能学院」（NSC）1期生として入学。
1982年7月、NSC同期生である北村雅英（後のトミーズ雅）と漫才コンビ「北村・濱根」を結成、1982年度の「今宮子供えびすマンザイ新人コンクール」決勝大会まで残るが解散。解散後、島田紳助作・演出の芝居「西日のあたる西裏猫のすみか」（1983年2月26日・27日／バナナホール）や花月の舞台を中心に活動していた。
1991年12月に杉本美樹と漫才コンビ「濱根・杉本」を結成。また芸人活動の傍ら、エアコンクリーニング店（びっくりエアコン）の経営も行っている。
1992年当時、全国区はもちろん関西でも無名な存在であったが、『ダウンタウンのガキの使いやあらへんで!』のフリートークコーナーで、濱根の実家の近所に祖母が住んでいるという投稿者の葉書が採用され、松本が「びっくりくりくり、くりっくり!!」という一発ギャグがあると紹介。後に同番組内で漫才を披露した。

## 主なギャグ
- びっくり くりくり くりっくり！
- う〜れしくって ぴょ〜ん！
- ま〜ぁ タマタマ硬直 こ〜ちこち！
- じだんだ じだんだ 踏んじゃった！
- はっきり しゃっきり きりっきり！
- ずいぶんね ずいぶんね ばっか〜ん！
- な〜んのこっちゃ な〜んのこっちゃ な〜んのこっちゃ ぽ〜い！
- がっかり かりかり かりあげさ〜ん！
- 40肩50肩こ〜りこり！

## エピソード
- 田中美佐子とは幼稚園から小学三年生までの同級生だが、同窓会で再会した時、濱根の事を全く覚えていなかった、後にこの事が原因からか濱根自身に「嘘つき疑惑」がある事をびっくりエアコンホームページのプロフィール上でカミングアウトしている。
- 西川のりおが『ライオンのごきげんよう』に出演した際、濱根の持ちネタである『びっくりくりくりくりっくり！』を唐突に使用した、当初のりおの目論見ではスタジオは引いてしまう前提で「面白くないでしょ、これ吉本の濱根って芸人のギャグなんですわ」と言って話を膨らます段取りであったが、司会の小堺一機が大ウケするという想定外の行動が起こった後「のりおさん、それ新しいギャグですか?」と畳み掛けられたため、引っ込みがつかなくなり思わず「はい」と答えてしまった。オンエア後、濱根に謝罪したところ「どんな形にせよ、自分のギャグが世に出るのは嬉しい」と使用を快諾してくれたので、しばらく継続して使用していたが、2022年現在、エアコンクリーニング店 びっくりエアコンのHPでのプロフィールには、「ギャグはフリーですので使って頂いてかまいませんが、西川のりおさんに限ってはお断りさせていただいております。」と書かれている、ちなみに同ギャグの横には(元祖)という文字を付け足しており、さらに大谷翔平にあやかり「芸人とエアコンクリーニングの二刀流」を自ら名乗っている。
- 濱根も2002年、このギャグでCM出演を果たした（チロル栗チョコ）。
- 『リンカーン』のリンカーン芸人タワーのコーナーに「濱根・杉本」で出演し久方ぶりに同期のダウンタウンの松本人志と共演。
- NSC在籍時は、後のトミーズ雅とコンビを組んでいた。が、二人の漫才があまりにつまらない為、その事を聞いた雅の兄が半ば強引に後のトミーズ健をNSCに中途入学させて弟とコンビを組ませた。その縁もあって、エアコンクリーニングのシーズンになるとトミーズがメインMCを務めるラジオ番組に、毎年告知を兼ねて出演していた。